# Corazón que miente
Corazón que miente é uma telenovela mexicana produzida por Mapat de Zatarain para a Televisa e exibida pelo Las Estrellas entre 8 de fevereiro a 15 de maio de 2016, substituindo A que no me dejas e sendo substituída por Las Amazonas. É um remake da telenovela Laberintos de pasión, produzida em 1999.
A Trama é protagonizada por Thelma Madrigal e Pablo Lyle. Com a participação especial de Mayrín Villanueva. As Primeiras Atrizes Helena Rojo e María Sorté. Antagonizada por Dulce María, Lourdes Reyes, Alejandro Ávila, Gerardo Murguía e o primeiro ator Alejandro Tommasi Com atuação coestelar de  Diego Olivera.

## Sinopse
A história começa em “Puebla de los Ángeles” quando Mariela e Alonso se tornam amigos desde a infância. 
Alonso (Pablo Lyle) e seu irmão Santiago (Federico Ayos) são filhos de Demián Ferrer (Alejandro Tommasi), um poderoso empresário, que tem preferência por seu filho mais velho Alonso.
Demián está casado com Lucía Castellanos (Mayrín Villanueva), filha do primeiro dono de uma construtora, da qual Demián tomou o controle quando o pai de Lucía morreu, companhia que transformou em uma empresa rentável.
Na residencia dos Ferrer também vivem Dona Sara (Helena Rojo), mãe de Lucía e acionista da construtora, além de sua prima Rafaela (Lourdes Reyes), que sob a máscara de parente boa esconde uma personalidade fria e ambiciosa, mantendo uma relação clandestina com Demián.
Mariela vive com seu avô Manuel Salvatierra (Eric del Castillo), que é doutor em uma clínica pequena da cidade. Manuel é dono de uns terrenos onde estão sua casa e que Demián quer para construir um hotel.
Mas Manuel se nega a vender suas terras, já que seu sonho é construir uma clínica, um sonho e um patrimônio que dará de herança à sua neta Mariela...
Depois de viver vários anos em Nova York, e sendo já um reconhecido escultor, Leonardo Del Río (Diego Olivera) volta a Puebla e descobre que Lucía, a única mulher que amou, é muito infeliz ao lado de Demián.
Isso provoca que renasçam os sentimentos que já tinha enterrado. Pouco a pouco Leonardo se acerca a Lucía, e um dia, se deixando vencer por suas emoções, se beijam. Mas Alonso os vê e assim nasce um ódio por Leonardo.
Demián, cansado de que Manuel rejeite suas propostas, encarrega a seu segurança, Rogelio Medina (Alejandro Ávila), forçar o velho para que as venda. Mas Rogelio decide por fogo na casa de Manuel, onde o ancião morre asfixiado.
É a partir daí onde Leonardo, apoiado por Carmen (María Sorté), sua madrinha, decide se tornar responsável por Mariela e cria-la como uma filha.
Lucía, com o desejo de ser feliz ao lado de Leonardo, aceita ir com ele e levar seus filhos. Mas Demián os descobre, brigam com uma pistola e ela termina morta. Leonardo é culpado por aquela morte, mas ao demostrar que não disparou nenhuma arma, sai em liberdade, e então decide sair de Puebla junto com Mariela.
Passam vários anos, Mariela (Thelma Madrigal) se forma como doutora e decide voltar a Puebla junto com Leonardo.

## Elenco
- Thelma Madrigal - Mariela Salvatierra Morán
- Pablo Lyle - Alonso Ferrer Castellanos
- Diego Olivera - Leonardo del Rio Solórzano
- Mayrín Villanueva - Lucia Castellanos Sáenz de Ferrer
- Alejandro Tommasi - Demián Ferrer Bilbatúa
- Dulce María - Renata Ferrer Jauregui/ Mireya Barlanga
- Alexis Ayala - Padre Daniel Ferrer Bilbatúa
- Helena Rojo - Sara Sáenz vda. de Castellanos
- María Sorté - Carmen Oceguera
- Lourdes Reyes - Rafaela del Moral Sáenz de Ferrer
- Alejandro Ávila - Rogelio Medina Sánchez
- Gerardo Murguía - Eduardo Moliner Arredondo
- Alejandra Procuna - Elena Solís Saldívar
- Eric del Castillo - Manuel Salvatierra
- Ricardo Margaleff - Cristian Mena Souza
- Emmanuel Palomares - Lisandro Moliner Bustos
- Arturo Muñoz - Dr. Céfiro Hidalgo
- Jessica Mas - Karla Bustos de Moliner
- Vanesa Restrepo - Denise Shapiro Berlanga
- Alejandra Jurado – Amalia González de Valdivia
- Jorge Ortín - Noé Valdivia Pérez
- Fátima Torre - Leticia Valdiva González "Lety"
- Federico Ayos - Santiago Ferrer Castellanos
- Jessica Decote - Florencia Moliner Bustos
- David Palacio - Julio Solís Saldívar
- Ricardo Vera – Preciado
- Rubén Cerda – Antonio Miranda
- Jessica Segura - Cirila Reyes Medina
- Benjamín Islas – Mario Preciado
- Valentina Hazouri - Mariela Salvatierra Morán (menina)
- Nikolas Caballero - Alonso Ferrer Castellanos (menino)
- Santiago Torres Jaimes – Santiago Ferrer Castellanos (menino)
- Montserrat Grm – Leticia Valdivia González "Lety" (menina)
- Mónica Zorti – Marcia
- Iliana de la Garza – Eva
- Ricardo Guerra – Zanabria
- Vicente Torres – Ponciano
- Lorena Álvarez – Tia Martha
- Ricardo Crespo – Fabricio

## Recepção

### Repercussão
A novela foi elogiada entre os críticos mexicanos, por ser uma telenovela curta e ágil. O site "Hey! Espectáculos" deu uma nota 85 para a telenovela, afirmando que a produtora Mapat soube escolher bem o elenco e especialmente os vilões da novela Dulce María, Lourdes Reyes e Alejandro Tomassi que são um deleite na tela, e reconheceu que o simples fato de ter Dulce Maria no elenco adiciona peso para a história pelo simples fato de ela ser quem é. O site elogiou também como o tema da homossexualidade foi tratado na história, pois não apresentou uma história ridícula e crua.
O crítico Álvaro Cueva do site Milenio elogiou a produtora Mapat afirmando que se sente a intenção de fazer algo grande, apaixonar público e para unir gerações. Afirmou também que as telenovelas não estavam passando por seu melhor para o nível da opinião pública e que o público está em busca de alguma salvação, e que a telenovela Corazón que Miente é um raio de esperança em meio a tanta escuridão, classificando que é uma novela de oposição, algo que se destaca. Por fim o crítico afirma que Corazón que Miente é uma novela de verdade, como eram os melodramas de antes, um retorno à origem.
O site Televisa Espectáculos colocou Corazón que Miente no Top 5 dos finais de telenovelas mais impactantes de 2016.

## Audiência
A novela teve sua estreia no período que a Televisa deixou divulgar sua audiência por conta do desligamento do sinal analógico no México, porém supostos ratings eram disponibilizados em alguns sites, afirmando que a novela possuía uma boa audiência.
Durante seu mês de estreia a novela foi o quarto programa mais comentado nas redes sociais, segundo a empresa HR Media. Com seu último capítulo a novela se posicionou no quarto lugar do Nilsen Twitter TV Ratings dos programas mais comentados da semana, sendo a única telenovela da lista.

## Prêmios e indicações
| Ano  | Premiação               | Categoria                   | Indicado                                       | Resultado |
| ---- | ----------------------- | --------------------------- | ---------------------------------------------- | --------- |
| 2016 | Premios Televisa.Com    | Mejor Pareja de la Pantalla | Pablo Lyle e Thelma Madrigal                   | Indicado  |
| 2016 | Premios Televisa.Com    | La Villana del Año          | Dulce María                                    | Venceu    |
| 2016 | TV Adicto Golden Awards | Mejor adaptación            | Corazón que Miente                             | Venceu    |
| 2017 | Prêmio TVyNovelas       | Mejor Telenovela            | Mapat de Zatarain                              | Indicado  |
| 2017 | Prêmio TVyNovelas       | Mejor Actor Protagónico     | Pablo Lyle                                     | Indicado  |
| 2017 | Prêmio TVyNovelas       | Mejor Villano               | Alejandro Tommasi                              | Indicado  |
| 2017 | Prêmio TVyNovelas       | Mejor Actor Co-estelar      | Diego Olivera                                  | Indicado  |
| 2017 | Prêmio TVyNovelas       | Mejor Primer Actor          | Alexis Ayala                                   | Indicado  |
| 2017 | Prêmio TVyNovelas       | Mejor Actriz de Reparto     | María Sorté                                    | Indicado  |
| 2017 | Prêmio TVyNovelas       | Mejor Actriz Revelación     | Jéssica Segura                                 | Indicado  |
| 2017 | Prêmio TVyNovelas       | Mejor Actor Revelación      | Federico Ayos                                  | Indicado  |
| 2017 | Prêmio TVyNovelas       | Mejor Dirección de Cámaras  | Marco Vinicio, Óscar Morales e Bernardo Nájera | Indicado  |

## Exibição Internacional
No Brasil
Ficou disponível na íntegra e com áudio dublado em português no novo catálogo de streaming VOD Novelas na Guigo TV, entre dezembro de 2020 e abril de 2022.
Foi exibida pelo canal pago TLN Network entre 21 de novembro de 2022 a 24 de fevereiro de 2023 substituindo Chegou o Amor e sendo substituída por Teresa.
| País                 | Canal                                | Início                                          | Título             |
| -------------------- | ------------------------------------ | ----------------------------------------------- | ------------------ |
| México               | Las Estrellas                        | 8 de fevereiro de 2016                          | Corazón Que Miente |
| América Latina       | Canal de las Estrellas Latinoamérica | 8 de fevereiro de 2016                          | Corazón Que Miente |
| Bolívia              | Bolivisión                           | 30 de março de 2016                             | Corazón Que Miente |
| República Dominicana | Telemicro                            | 7 de abril de 2016                              | Corazón Que Miente |
| El Salvador          | Canal 4                              | 26 de abril de 2016                             | Corazón Que Miente |
| Espanha              | Nova                                 | 23 de maio de 2016 15 de maio de 2017 (Reprise) | Corazón Que Miente |
| Europa               | Canal de las Estrellas Europa        | 26 de julho de 2016                             | Corazón Que Miente |
| África do Sul        | Star Novela E1                       | 1 de agosto de 2016                             | Lying Heart        |
| Nigéria              | Star Novela E1                       | 1 de agosto de 2016                             | Lying Heart        |
| Chile                | La Red                               | 8 de agosto de 2016                             | Corazón Que Miente |
| Honduras             | Telecadena 7 y 4                     | 18 de agosto de 2016                            | Corazón Que Miente |
| Equador              | Televicentro                         | 18 de agosto de 2016                            | Corazón Que Miente |
| Argentina            | Canal 9                              | 29 de agosto de 2016                            | Corazón Que Miente |
| Uruguai              | Monte Carlo TV                       | 3 de outubro de 2016                            | Corazón Que Miente |
| Nicarágua            | Canal 10                             | 10 de outubro de 2016                           | Corazón Que Miente |
| Angola               | Zap Novelas                          | 13 de outubro de 2016                           | Coração Que Mente  |
| Moçambique           | Zap Novelas                          | 13 de outubro de 2016                           | Coração Que Mente  |
| Roménia              | Happy Channel                        | 28 de novembro de 2016                          | Inima te minte     |
| Venezuela            | Venevision                           | 29 de novembro de 2016                          | Corazón Que Miente |
| Moçambique           | Tv Sucesso Moz                       | 23 de janeiro de 2017                           | Coração Que Mente  |
| Bulgária             | Diema Family                         | 27 de abril de 2017                             | Лъжливо сърце      |
| Costa Rica           | Repretel Canal 4                     | 17 de outubro de 2017                           | Corazón Que Miente |
| Guatemala            | Televisiete                          | 28 de março de 2018                             | Corazón Que Miente |
| Angola               | TLN Network                          | 21 de novembro de 2022                          | Coração Que Mente  |
| Moçambique           | TLN Network                          | 21 de novembro de 2022                          | Coração Que Mente  |